# حرف كبير الثمار
الحُرْف كبير الثمار نوع نباتي يتبع جنس الحُرْف من الفصيلة الصليبية.